# Prachinburi (stad)
Prachinburi (Thais: ปราจีนบุรี) is een stad in Oost-Thailand. Prachinburi is hoofdstad van de provincie Prachinburi en het district Prachinburi. De stad heeft ongeveer 30.000 inwoners.